# JUMP FORCE
『JUMP FORCE』（ジャンプフォース）は、スパイク・チュンソフトが開発しバンダイナムコエンターテインメントより発売された3D対戦アクションゲーム。2019年2月14日にPlayStation 4、Xbox One、Windows版が発売され、2020年8月27日にはNintendo Switch版『JUMP FORCE デラックスエディション』が発売された。

## システム
『週刊少年ジャンプ』の歴代連載作品のヒーローが闘うアクションゲームで『ジェイスターズ ビクトリーバーサス』の続編。17作品からプレイヤーキャラクター49名、ノンプレイアブルキャラクター2名、追加キャラクター14名で、計65名のキャラクターが登場する。プレイヤーキャラクター1人とサポートキャラクター2人の計3人でチームを組み、相手チームと対戦。対戦前にはキャラクター同士の掛け合いがある。掛け合いは一律1P側のリーダーが2P側リーダーに対し飛び掛って殴り掛かり、2P側リーダーがそれを防御して撥ね退けた後に先述の掛け合いへ移行する。
2022年2月8日をもって本編、DLC、有償通貨の販売を終了、更に2022年8月25日をもってオンラインサービスを終了される事が発表され、本作は4年の歴史に幕を閉じた。

## 登場キャラクター
☆は前作『ジェイスターズ ビクトリーバーサス』には登場せず、新規に追加されたキャラクター。※はDLCで追加されたキャラクター（Nintendo Switch版では最初から使用可能）。
担当声優はケンシロウ以外は当時最新のテレビアニメ版に準じている。

### プレイアブルキャラクター
| キャラクター名                    | 担当声優     | 出典                                     |
| --------------------------------- | ------------ | ---------------------------------------- |
| 孫悟空                            | 野沢雅子     | ドラゴンボール                           |
| ベジータ                          | 堀川りょう   | ドラゴンボール                           |
| フリーザ                          | 中尾隆聖     | ドラゴンボール                           |
| ピッコロ ☆                        | 古川登志夫   | ドラゴンボール                           |
| セル ☆                            | 若本規夫     | ドラゴンボール                           |
| トランクス ☆                      | 草尾毅       | ドラゴンボール                           |
| 魔人ブウ（善） ☆※                 | 塩屋浩三     | ドラゴンボール                           |
| モンキー・D・ルフィ               | 田中真弓     | ONE PIECE                                |
| ロロノア・ゾロ ☆                  | 中井和哉     | ONE PIECE                                |
| サンジ ☆                          | 平田広明     | ONE PIECE                                |
| 黒ひげ ☆                          | 大塚明夫     | ONE PIECE                                |
| サボ ☆                            | 古谷徹       | ONE PIECE                                |
| ボア・ハンコック                  | 三石琴乃     | ONE PIECE                                |
| トラファルガー・ロー ☆※           | 神谷浩史     | ONE PIECE                                |
| うずまきナルト                    | 竹内順子     | NARUTO -ナルト-                          |
| うちはサスケ                      | 杉山紀彰     | NARUTO -ナルト-                          |
| はたけカカシ ☆                    | 井上和彦     | NARUTO -ナルト-                          |
| 我愛羅 ☆                          | 石田彰       | NARUTO -ナルト-                          |
| 大筒木カグヤ ☆                    | 小山茉美     | NARUTO -ナルト-                          |
| うちはマダラ ※                    | 内田直哉     | NARUTO -ナルト-                          |
| うずまきボルト ☆                  | 三瓶由布子   | BORUTO-ボルト- -NARUTO NEXT GENERATIONS- |
| 天馬星座の星矢                    | 森田成一     | 聖闘士星矢                               |
| 龍星座の紫龍 ☆                    | 櫻井孝宏     | 聖闘士星矢                               |
| 冴羽獠 ☆                          | 神谷明       | シティーハンター                         |
| ケンシロウ                        | 小西克幸     | 北斗の拳                                 |
| 黒崎一護                          | 森田成一     | BLEACH                                   |
| 朽木ルキア                        | 折笠富美子   | BLEACH                                   |
| 藍染惣右介                        | 速水奨       | BLEACH                                   |
| 阿散井恋次 ☆                      | 伊藤健太郎   | BLEACH                                   |
| 日番谷冬獅郎 ☆※                   | 朴璐美       | BLEACH                                   |
| グリムジョー・ジャガージャック ☆※ | 諏訪部順一   | BLEACH                                   |
| 四楓院夜一 ☆※                     | ゆきのさつき | BLEACH                                   |
| ゴン=フリークス                   | 潘めぐみ     | HUNTER×HUNTER                            |
| キルア=ゾルディック               | 伊瀬茉莉也   | HUNTER×HUNTER                            |
| クラピカ ☆                        | 沢城みゆき   | HUNTER×HUNTER                            |
| ヒソカ＝モロウ                    | 浪川大輔     | HUNTER×HUNTER                            |
| ビスケット＝クルーガー ☆※         | 横山智佐     | HUNTER×HUNTER                            |
| メルエム ☆※                       | 内山昂輝     | HUNTER×HUNTER                            |
| 空条承太郎 ☆                      | 小野大輔     | ジョジョの奇妙な冒険 Part3               |
| DIO ☆                             | 子安武人     | ジョジョの奇妙な冒険 Part3               |
| ジョルノ・ジョバァーナ ☆※         | 小野賢章     | ジョジョの奇妙な冒険 Part5               |
| 浦飯幽助                          | 佐々木望     | 幽☆遊☆白書                               |
| 戸愚呂（弟）                      | 玄田哲章     | 幽☆遊☆白書                               |
| 飛影 ※                            | 檜山修之     | 幽☆遊☆白書                               |
| 緋村剣心                          | 涼風真世     | るろうに剣心 -明治剣客浪漫譚-            |
| 志々雄真実                        | 池田政典     | るろうに剣心 -明治剣客浪漫譚-            |
| 武藤遊戯 ☆                        | 風間俊介     | 遊☆戯☆王                                 |
| 海馬瀬人 ☆※                       | 津田健次郎   | 遊☆戯☆王                                 |
| 緑谷出久 ☆                        | 山下大輝     | 僕のヒーローアカデミア                   |
| オールマイト ☆※                   | 三宅健太     | 僕のヒーローアカデミア                   |
| 爆豪勝己 ☆※                       | 岡本信彦     | 僕のヒーローアカデミア                   |
| 轟焦凍 ☆※                         | 梶裕貴       | 僕のヒーローアカデミア                   |
| アスタ ☆                          | 梶原岳人     | ブラッククローバー                       |
| ダイ ☆                            | 藤田淑子     | DRAGON QUEST -ダイの大冒険-              |

### 非プレイアブルキャラクター
ストーリーモードのみの登場。
DEATH NOTE
- 夜神月（声：宮野真守）
- リューク（声：なし）

### オリジナルキャラクター
- ナビゲーター（声：釘宮理恵）
- ガレナ / アンジェラ（声：田中敦子）
- カイン（声：安元洋貴）
- グラバー / プロメテウス（声：山路和弘）

## 開発
複数の作品のキャラクターを一つのゲームに登場させるにあたり、様々なキャラクターを楽しめるようにするため、チーム3人分の体力ゲージを一人で分け合うシステムが構築されている。加えて、原作のイメージを尊重するため、アレンジコスチュームを出すのではなく、キャラクターの容姿の変化はダメージ表現という形でとられた。
本作はニューヨークをメインの舞台としているため、バトル漫画のキャラクターを中心とした選定が行われた。知名度の高いキャラクターが選ばれた一方、『遊☆戯☆王』の武藤遊戯のようにサプライズ性が決め手となって登場に至ったケースや、『DEATH NOTE』のリュークのように知名度があっても強すぎるという理由で、ノンプレイヤーキャラクターとして選定されたケースもある。
さらに、現実世界におけるそれぞれのキャラクターの見え方が考慮された。例えば、『ONE PIECE』のルフィの衣服は布製だが、ゲームにおいては皮革に見えるように表現されている。
ステージの選考は世界中まんべんなくという方針が立てられ、雪などの自然現象を取り入れやすい場所が選ばれた。また、ステージの設計に当たっては、モデルとなった場所への取材も行われている。

## ステージ

### 現実世界
- マッターホルン《スイス》
『ドラゴンボール』のフリーザの宇宙船がある。
- ニューヨーク《アメリカ》
『NARUTO -ナルト-』の世界の神樹が出現している。
- 香港《中国》
『ONE PIECE』の世界の海賊船の姿がある。
- パリ《フランス》
『聖闘士星矢』の黄金十二宮の姿がある。
- チチェン・イッツァ《メキシコ》
『BLEACH』の真世界城と融合している。
- 兵庫・姫路城《日本》
『北斗の拳』の世界と融合している。
- カセドラルコーブ《ニュージーランド》
『HUNTER×HUNTER』のB・W1号の姿がある。
- サンフランシスコ《アメリカ》
『NARUTO -ナルト-』の終末の谷と融合している。
- ロサンゼルス《アメリカ》無料更新の追加ステージ
『僕のヒーローアカデミア』の雄英高校と融合している。

### ジャンプワールド
- ナメック星【ドラゴンボール】
アメリカのニューヨークにあるはずの自由の女神がある。
- マリンフォード【ONE PIECE】
氷漬けの東京タワーがある。
- 木ノ葉隠れの里【NARUTO-ナルト-】
イギリス・ロンドンのビッグ・ベンが突き刺さっている。
- 天下一武道会会場【ドラゴンボール】無料更新の追加ステージ
イタリアのコロッセオと融合している。
なお、公式サイトでは唯一紹介されてないステージ
- 終末の谷【NARUTO-ナルト-】無料更新の追加ステージ
ドイツのノイシュバンシュタイン城が融合している。
- ホールケーキアイランド【ONE PIECE】無料更新の追加ステージ
ドバイの高層マンションが立ち並んでいる。

## 評価

### β版に対する評価
ライターの龍田優貴は、リアルサウンドに寄せた記事の中で、Unreal Engine 4によるリアル調とアニメ調の美麗なグラフィックを評価しつつも、ユーザーによって好みが分かれるだろうとしている。